# مسعود جوني
مسعود جوني (1938 - 16 مايو 1991) شاعر وكاتب قصصي سوري. ولد في مشقيتا باللاذقية. بعد حصوله على الثانوية العامة انتسب إلى الكلية العسكرية حتى حصل على بكالوريوس العلوم العسكرية، ثم حصل على إجازة في الحقوق. كتب الشعر والقصة القصيرة والرواية ونشر نتاجه في الصحف والمجلات المحلية والعربية. شغل منصب مدير الدفاع المدني في طرطوس واللاذقية، ورئيس فرع اتحاد الكتاب العرب فيها. توفي في مسقط رأسه. 

## سيرته
ولد مسعود جوني سنة 1357 هـ/ 1938 م في مشقيتا باللاذقية. تلقى تعليمه حتى المرحلة الثانوية ثم انتسب إلى الكلية العسكرية، ثم دخل الجامعة فحصل على إجازة في الحقوق. 

شغل منصبي رئيس فرع اتحاد الكتاب العرب في اللاذقية، ومدير الدفاع المدني في طرطوس واللاذقية.

توفي مساء الخميس 16 مايو 1991 / 3 ذي القعدة 1411 في مسقط رأسه.

## أدبه
كتب الشعر ونشر قصائده منذ الخمسينات في الصحف والدوريات المحلية والعربية، لا سيما في مجلات جيش الشعب والشرطة، والضاد والثقافة. له دواوين شعرية عديدة مطبوعة ورواية مخطوطة تدور حول فترة الستينات وواقعها الاجتماعي والسياسي.

## مؤلفاته
من دواوينه الشعرية:
- أغنيات للحب والشعب، 1965
- واللهب والظل، 1967
- بيني وبينك خطوطتان، 1987

من رواياته :
- البلاغ رقم 9، 1988
- بيت من البازلت، 1992